# Saison 23 de Dancing with the Stars
Vous pouvez aider à l'améliorer ou bien discuter des problèmes sur sa page de discussion.
- Il n'est pas vérifiable et peut contenir des informations totalement erronées. Il est fortement conseillé aux contributeurs d'étayer son contenu par des sources fiables. Sans cela, sa suppression pourrait être envisagée. (si vous venez d'apposer le bandeau, veuillez cliquer sur ce lien pour créer la discussion et en afficher les indications). (Marqué depuis avril 2025)
- Il peut contenir un travail inédit ou des déclarations non vérifiées. Vous pouvez l’améliorer en ajoutant des références. (Marqué depuis avril 2025)

- Archive Wikiwix
- Bing
- Cairn
- DuckDuckGo
- E. Universalis
- Gallica
- Google
- G. Books
- G. News
- G. Scholar
- Persée
- Qwant
- (zh) Baidu
- (ru) Yandex
- (wd) trouver des œuvres sur Wikidata

Vous pouvez aider à l'améliorer ou bien discuter des problèmes sur sa page de discussion.
- Son admissibilité est à vérifier. Motif : manque de sources et de contenu notable, qui peut être éventuellement transféré dans l'article principal. Vous êtes invité à le compléter pour expliciter son admissibilité, en y apportant des sources secondaires de qualité. (Marqué depuis août 2025)
- Il ne cite pas suffisamment ses sources. Vous pouvez indiquer les passages à sourcer avec {{référence nécessaire}} ou {{Référence souhaitée}}, et inclure les références utiles en les liant aux notes de bas de page. (Marqué depuis août 2016)
- Certaines de ses couleurs nuisent à son accessibilité et ne respectent pas la charte graphique. Les couleurs ne sont pas interdites, mais il est conseillé d'en faire un usage modéré qui respecte les normes d'accessibilité. (Marqué depuis avril 2025)
- Son texte doit être wikifié : il ne correspond pas à la mise en forme Wikipédia (style, typographie, liens internes, liens entre les wikis, etc.). (Marqué depuis avril 2025)

- Archive Wikiwix
- Bing
- Cairn
- DuckDuckGo
- E. Universalis
- Gallica
- Google
- G. Books
- G. News
- G. Scholar
- Persée
- Qwant
- (zh) Baidu
- (ru) Yandex
- (wd) trouver des œuvres sur Wikidata

La vingt-troisième saison de Dancing with the Stars, émission américaine de téléréalité musicale, a commencé le 12 septembre 2016 sur le réseau ABC.
La championne Olympique de gymnastique  Laurie Hernandez a remporté la saison, le pilote automobile James Hinchcliffe est deuxième et l'ancien joueur de football américain Calvin Johnson est troisième.

## Couples
| Célébrité         | Occupation                          | Partenaire            | Statut                        |
| ----------------- | ----------------------------------- | --------------------- | ----------------------------- |
| Laurie Hernandez  | Championne olympique de gymnastique | Valentin Chmerkovskiy | Vainqueur le 22 novembre 2016 |
| James Hinchcliffe | Pilote automobile                   | Sharna Burgess        | Deuxième le 22 novembre 2016  |
| Calvin Johnson    | Joueur de football américain        | Lindsay Arnold        | Troisième le 22 novembre 2016 |
| Jana Kramer       | Actrice et chanteuse country        | Gleb Savchenko        | Éliminée le 21 novembre 2016  |
| Terra Jolé        | Vedette de téléréalité              | Sasha Farber          | Éliminée le 14 novembre 2016  |
| Marilu Henner     | Actrice                             | Derek Hough           | Éliminée le 7 novembre 2016   |
| Ryan Lochte       | Champion olympique de natation      | Cheryl Burke          | Éliminé le 31 octobre 2016    |
| Maureen McCormick | Actrice                             | Artem Chigvintsev     | Éliminée le 24 octobre 2016   |
| Amber Rose        | Mannequin et actrice                | Maksim Chmerkovskiy   | Éliminée le 17 octobre 2016   |
| Vanilla Ice       | Rappeur                             | Witney Carson         | Éliminé le 4 octobre 2016     |
| Babyface          | Chanteur et compositeur de R&B      | Allison Holker        | Éliminé le 4 octobre 2016     |
| Rick Perry        | Homme politique                     | Emma Slater           | Éliminé le 27 septembre 2016  |
| Jake T. Austin    | Acteur                              | Jenna Johnson         | Éliminé le 20 septembre 2016  |

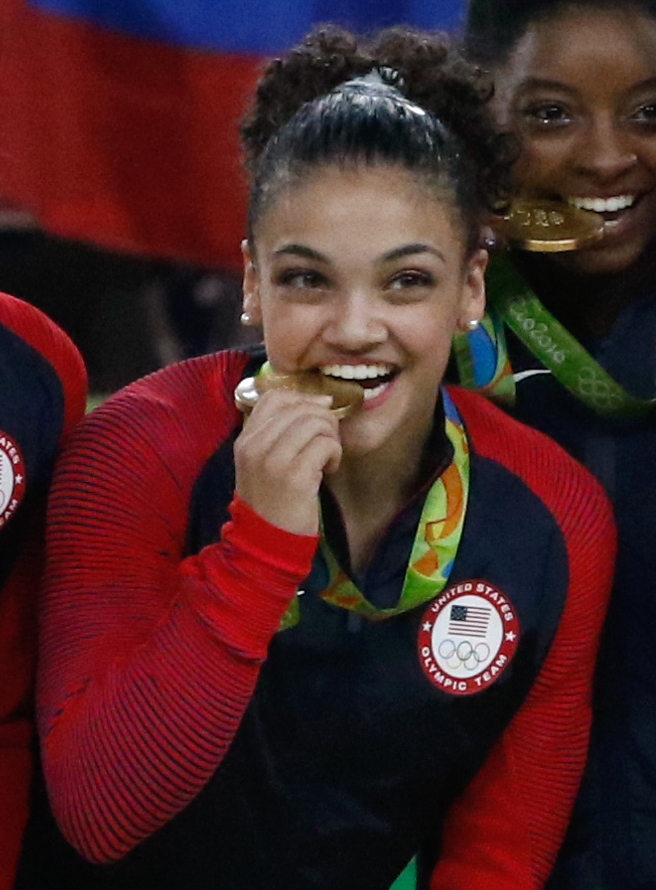
Laurie Hernandez
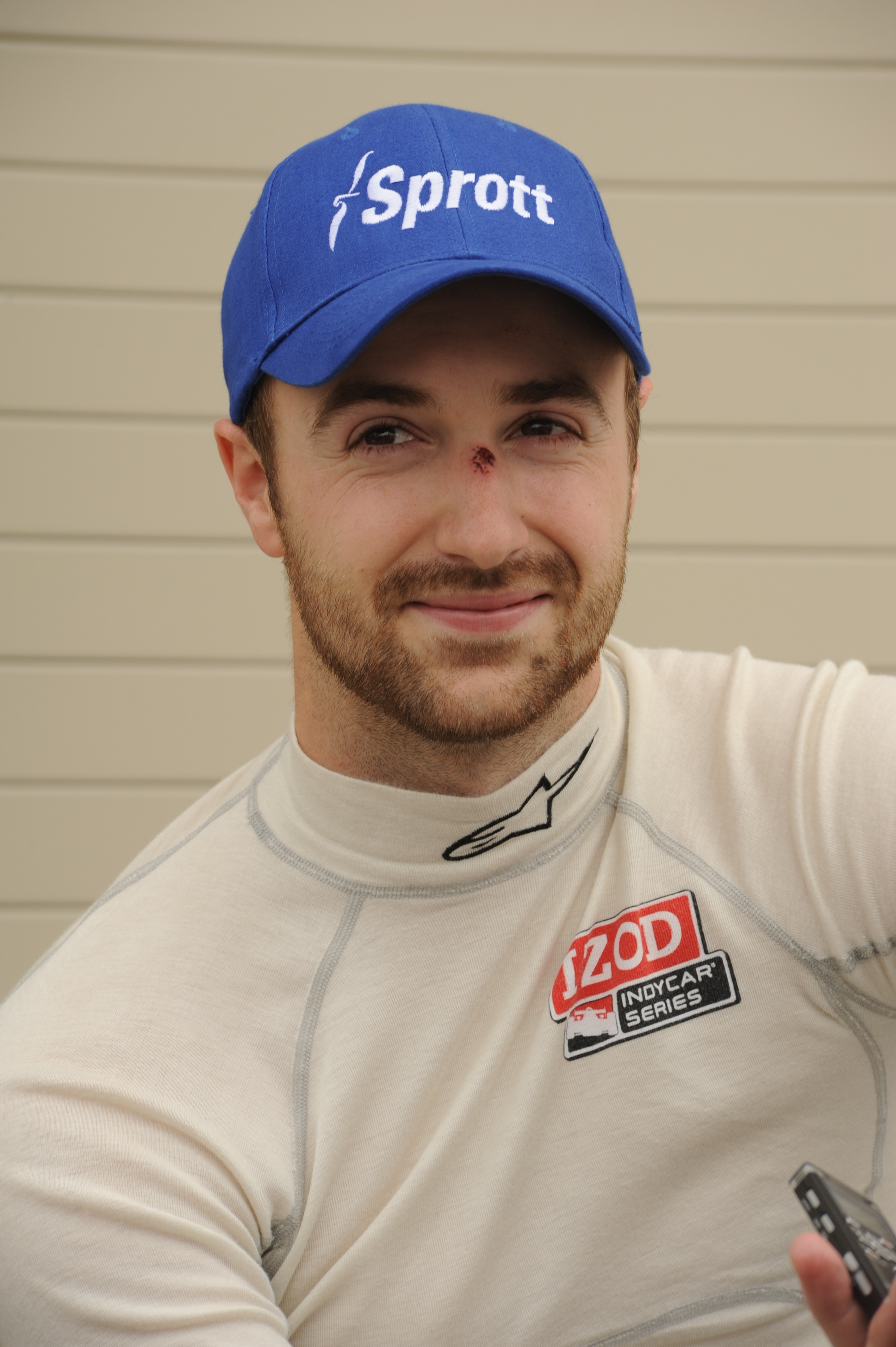
James Hinchcliffe
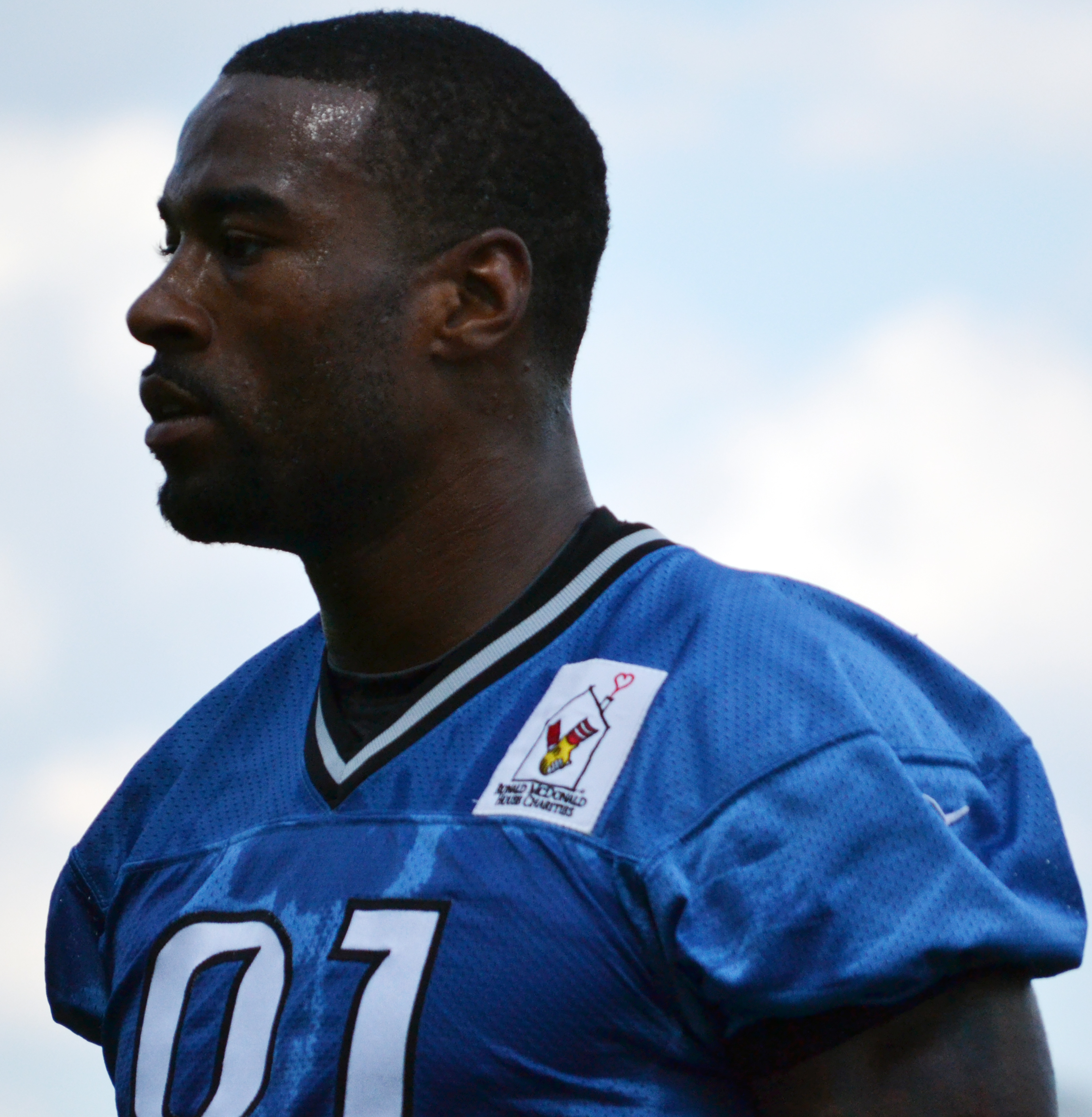
Calvin Johnson
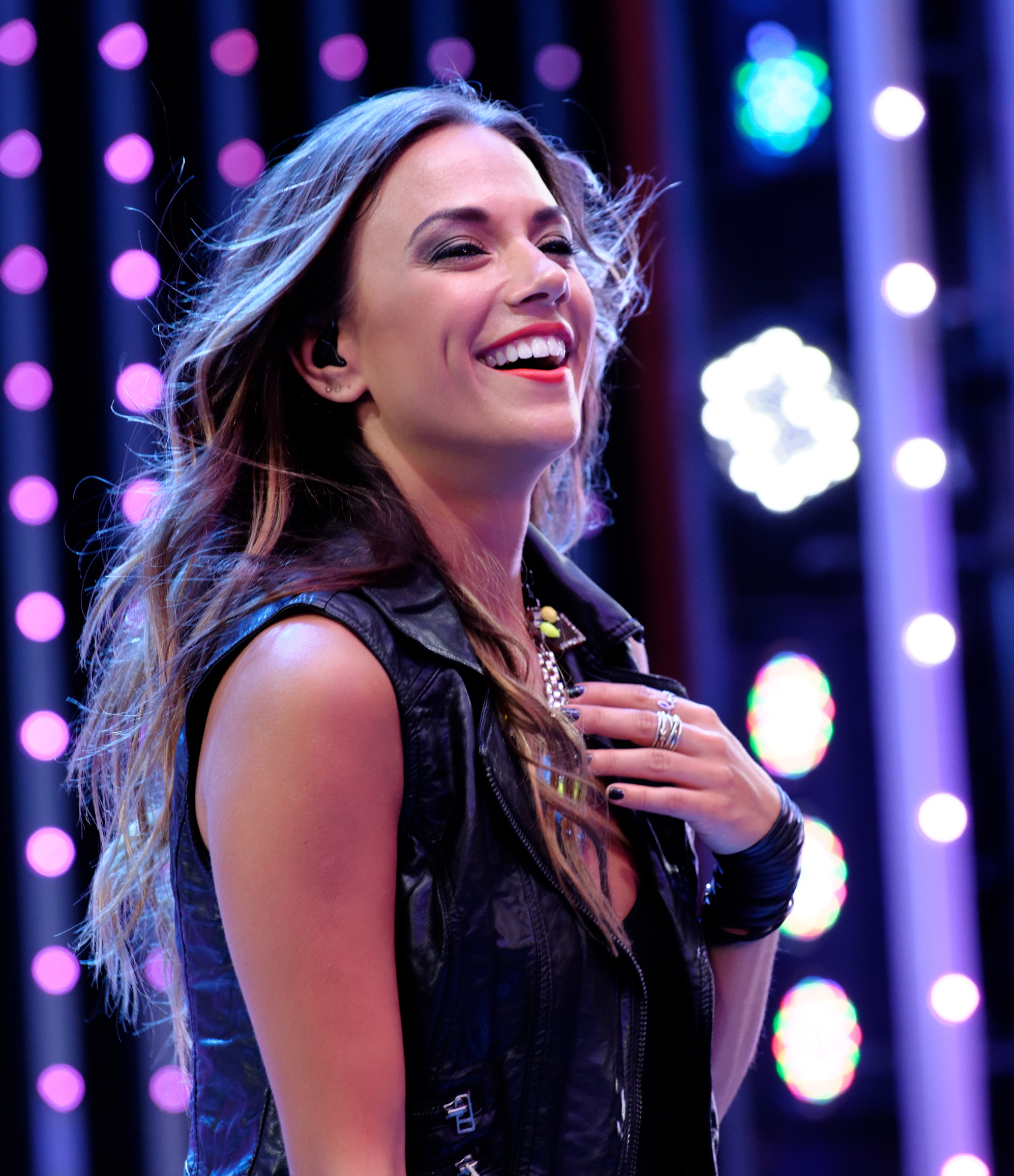
Jana Kramer
Terra Jolé
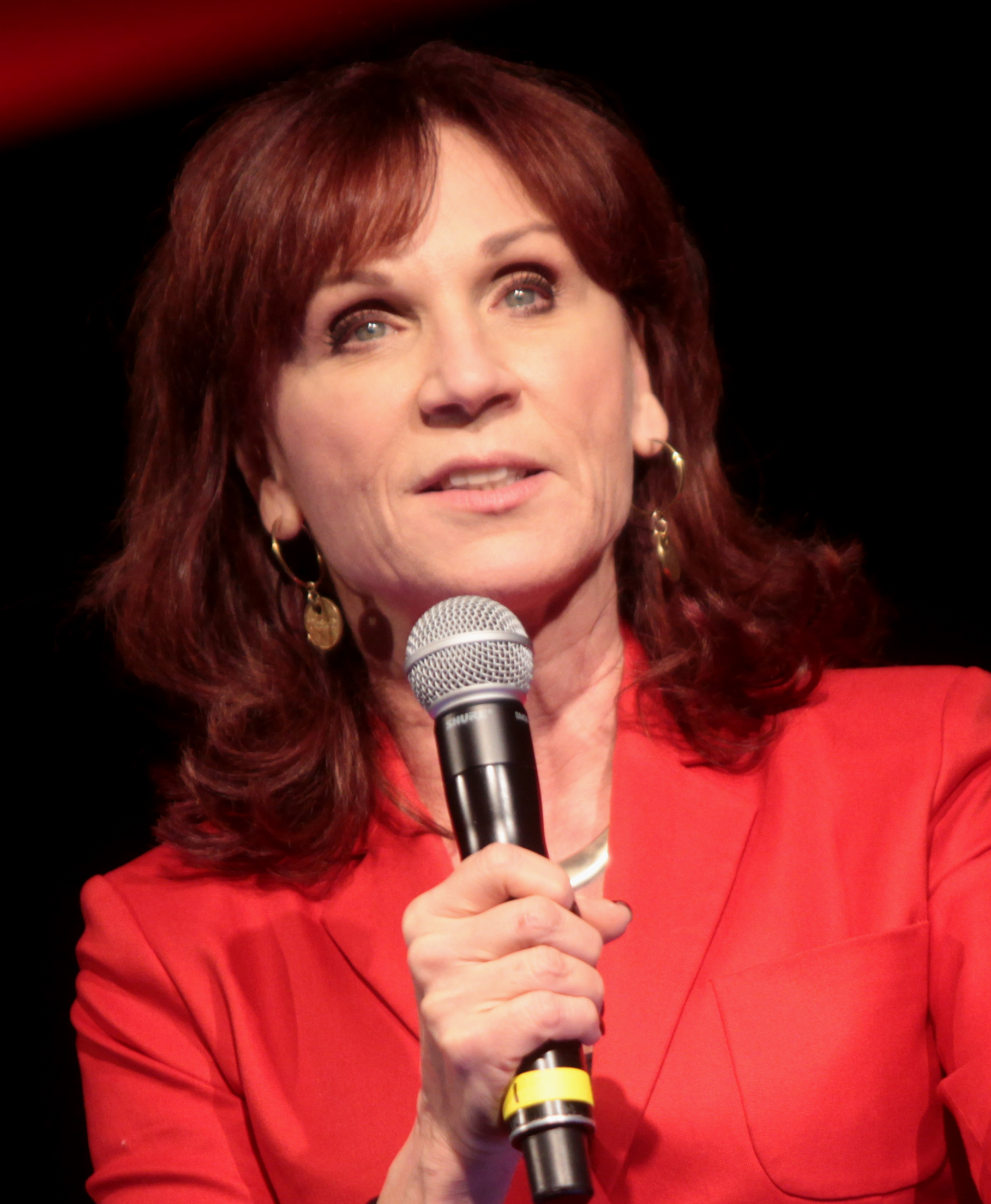
Marilu Henner
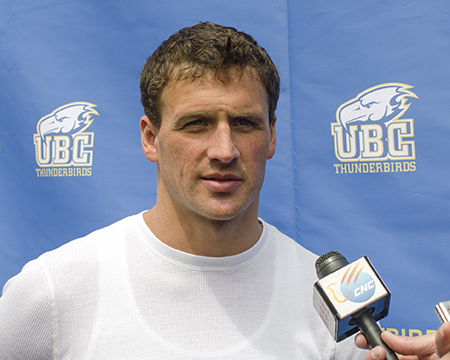
Ryan Lochte
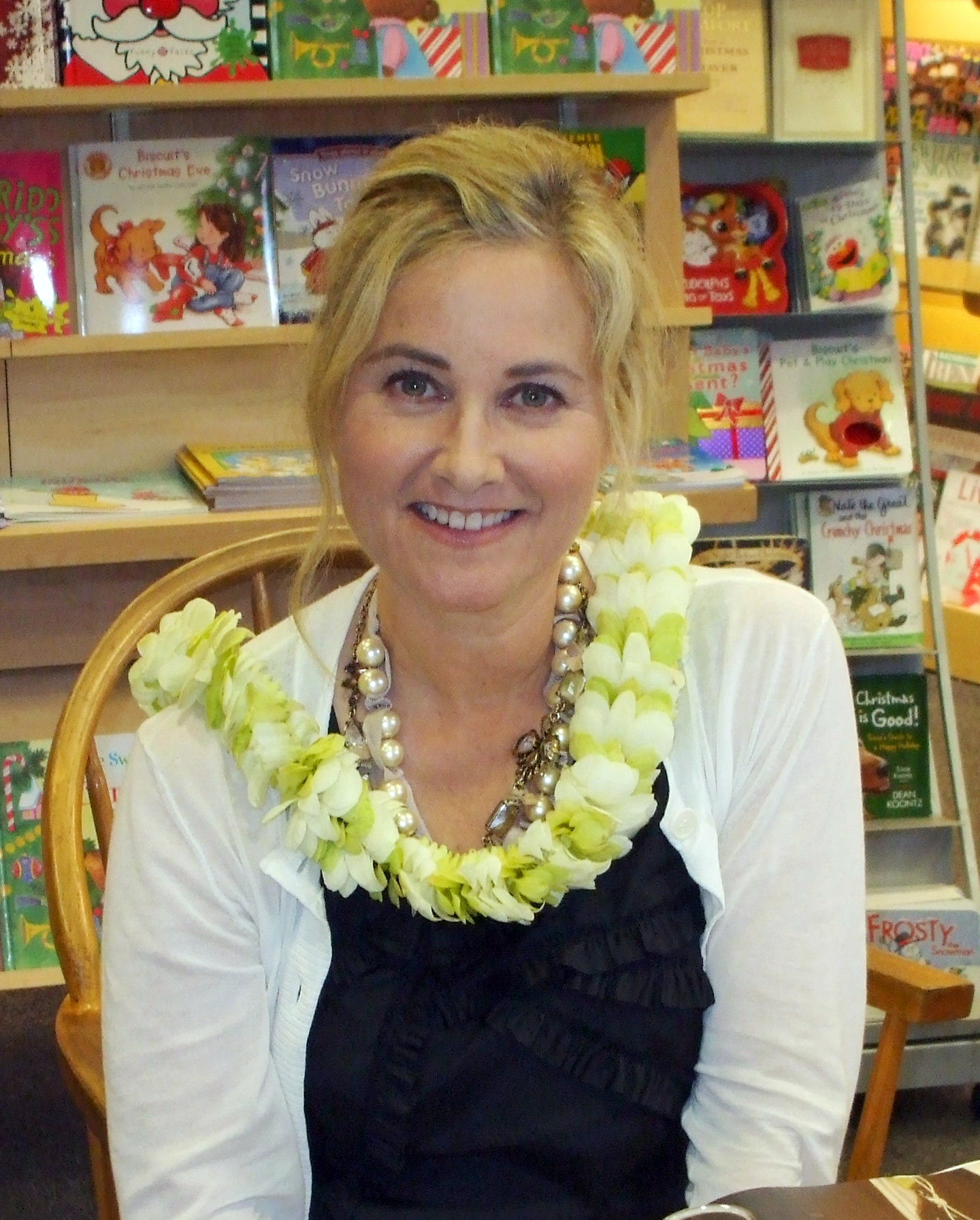
Maureen McCormick
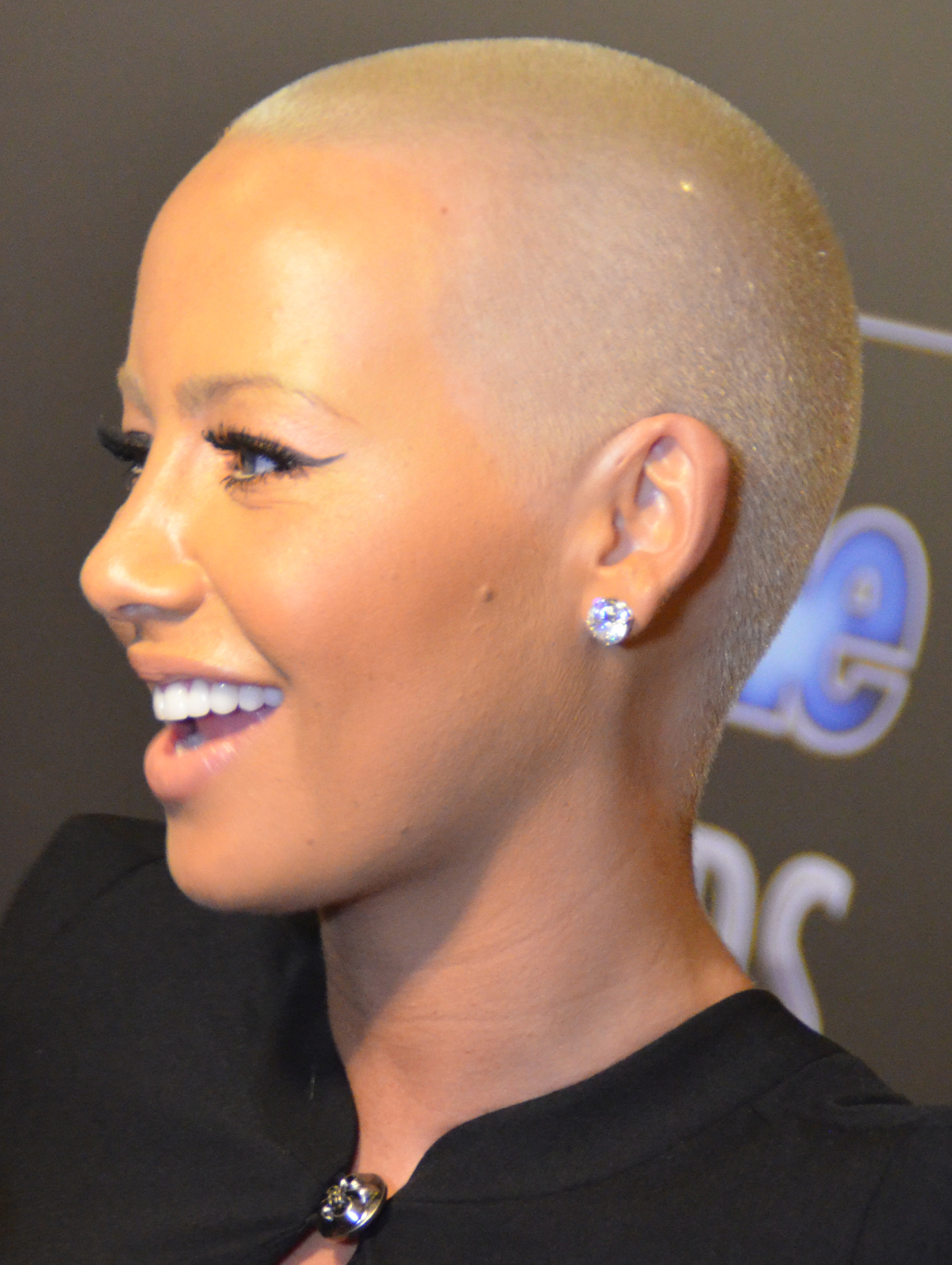
Amber Rose
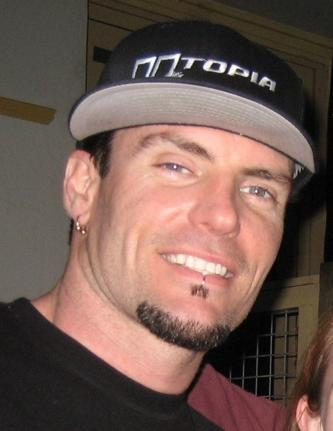
Vanilla Ice
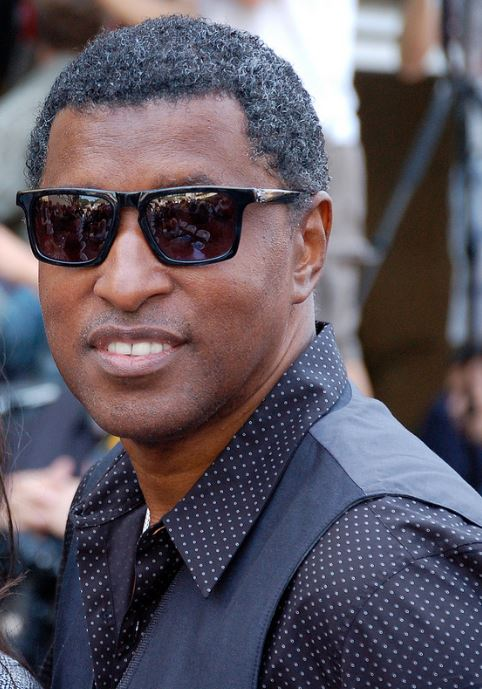
Babyface
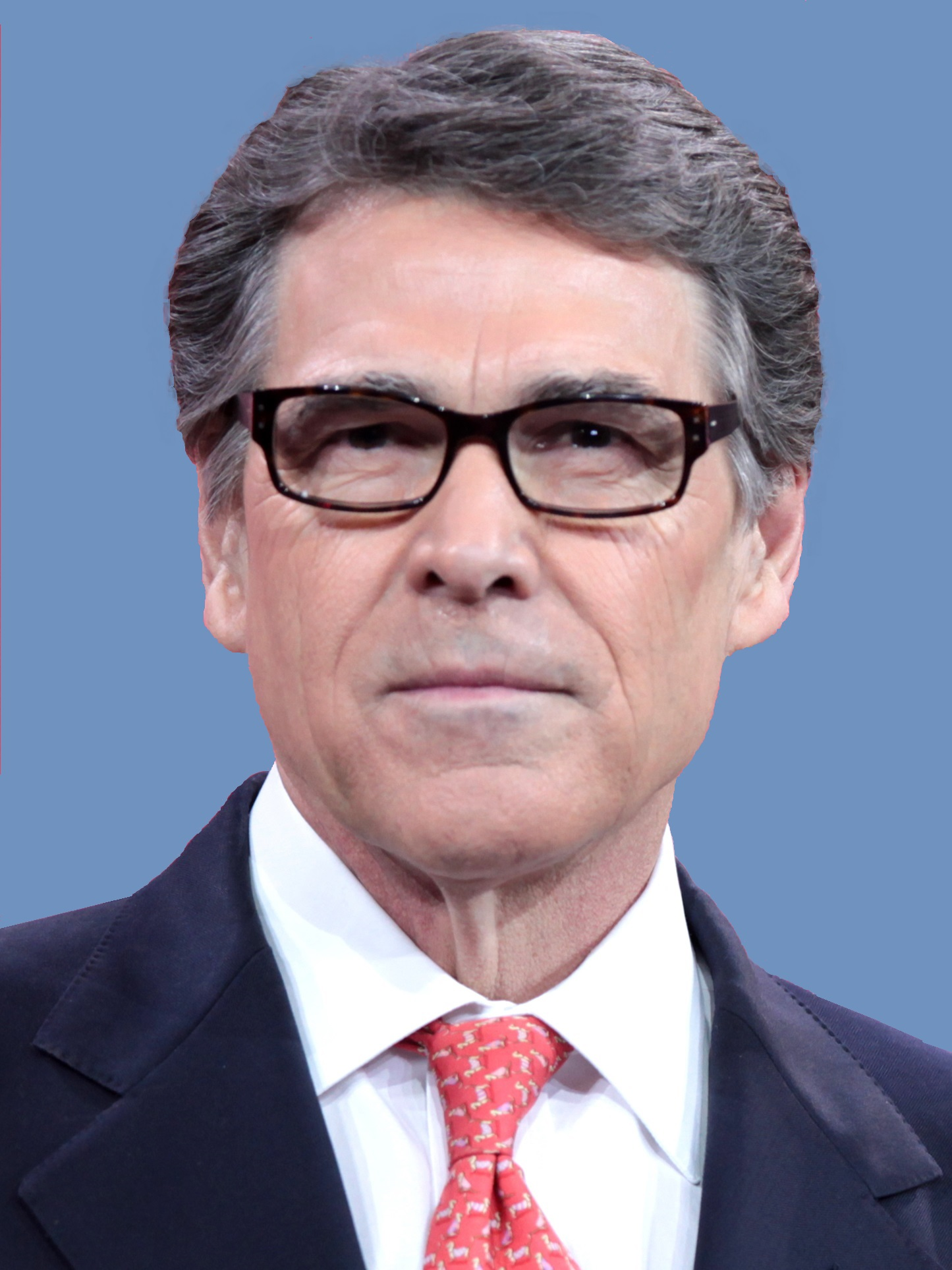
Rick Perry
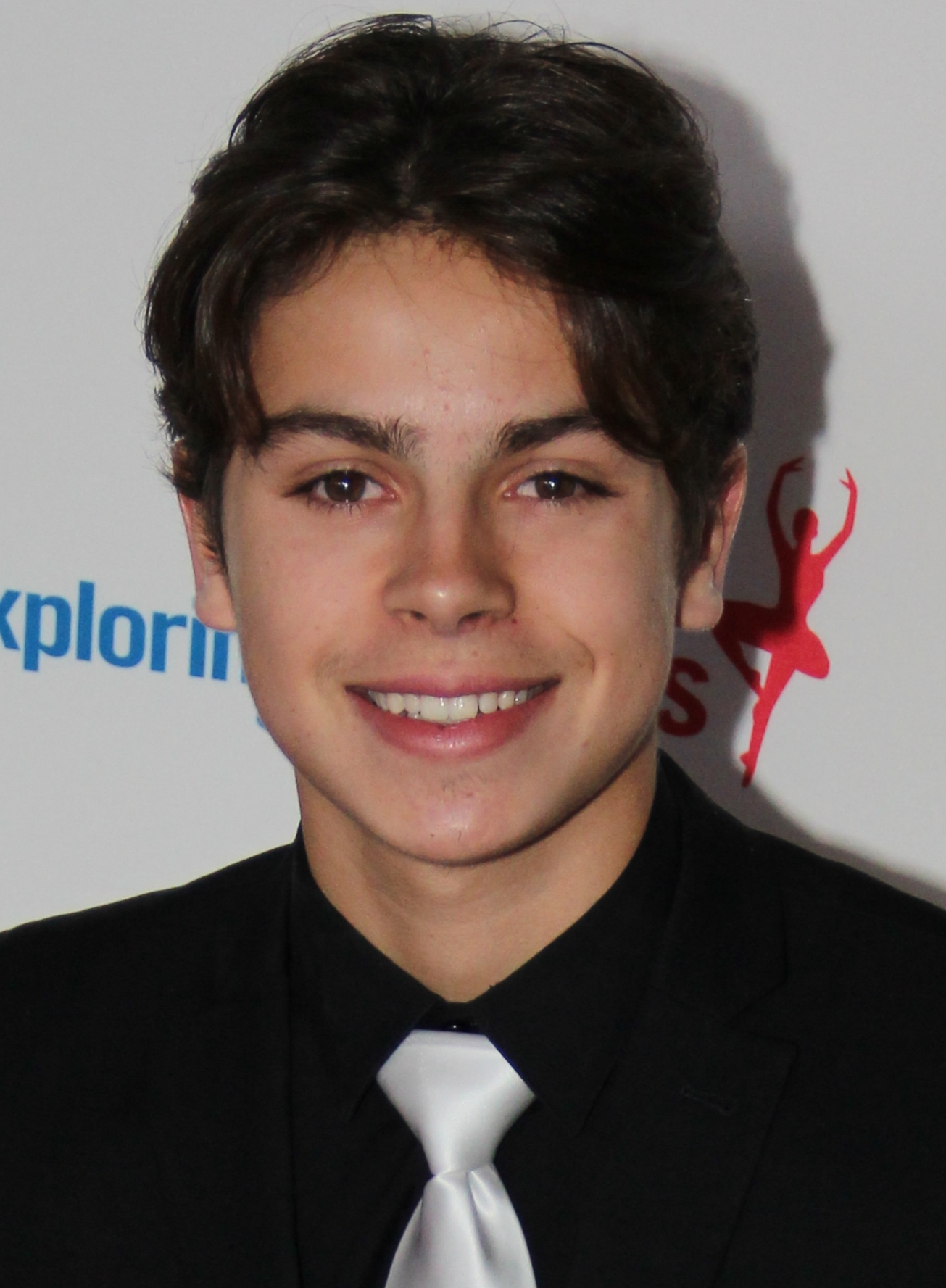
Jake T. Austin

## Scores
| Couple               | Place | 1  | 2  | 1+2 | 3  | 4  | 5  | 6  | 7          | 8         | 9          | 10         | 11         | 11     |  |
| Couple               | Place | 1  | 2  | 1+2 | 3  | 4  | 5  | 6  | 7          | 8         | 9          | 10         | Top 4      | Top 3  |  |
| -------------------- | ----- | -- | -- | --- | -- | -- | -- | -- | ---------- | --------- | ---------- | ---------- | ---------- | ------ |  |
| Laurie & Val         | 1     | 31 | 32 | 63  | 31 | 30 | 25 | 37 | 69 (34+35) | 33 (30+3) | 80 (40+40) | 60 (30+30) | 78 (38+40) | 40=118 |  |
| James & Sharna       | 2     | 31 | 29 | 60  | 29 | 28 | 29 | 38 | 74 (36+38) | 35 (30+5) | 73 (36+37) | 59 (29+30) | 77 (37+40) | 40=117 |  |
| Calvin & Lindsay     | 3     | 26 | 28 | 54  | 32 | 23 | 24 | 37 | 74 (36+38) | 30 (30+0) | 74 (37+37) | 56 (26+30) | 75 (35+40) | 40=115 |  |
| Jana & Gleb          | 4     | 27 | 29 | 56  | 26 | 22 | 26 | 40 | 69 (34+35) | 30 (27+3) | 80 (40+40) | 58 (28+30) | 71 (35+36) |        |  |
| Terra & Sasha        | 5     | 25 | 31 | 56  | 30 | 25 | 27 | 30 | 69 (34+35) | 24 (24+0) | 74 (38+36) | 60 (30+30) |            |        |  |
| Marilu & Derek       | 6     | 27 | 29 | 56  | 28 | 21 | 27 | 34 | 64 (29+35) | 23 (23+0) | 72 (36+36) |            |            |        |  |
| Ryan & Cheryl        | 7     | 24 | 24 | 48  | 25 | 22 | 24 | 30 | 66 (28+38) | 26 (23+3) |            |            |            |        |  |
| Maureen & Artem      | 8     | 22 | 26 | 48  | 28 | 24 | 24 | 31 | 66 (28+38) |           |            |            |            |        |  |
| Amber & Maksim       | 9     | 24 | 24 | 48  | 25 | 24 | 24 | 28 |            |           |            |            |            |        |  |
| Vanilla Ice & Witney | 10    | 25 | 26 | 51  | 23 | 23 |    |    |            |           |            |            |            |        |  |
| Babyface & Allison   | 11    | 26 | 30 | 56  | 25 | 18 |    |    |            |           |            |            |            |        |  |
| Rick & Emma          | 12    | 20 | 22 | 42  | 23 |    |    |    |            |           |            |            |            |        |  |
| Jake & Jenna         | 13    | 22 | 24 | 46  |    |    |    |    |            |           |            |            |            |        |  |

Nombres Rouges Indique le moins bon score pour chaque semaine
Nombres Vert Indique le meilleur score pour chaque semaine
 Le couple éliminé au prime
 Le couple qui a fini dans le bottom two et risque de partir
 Les couples qui ont été immunisés, et ne peuvent pas se faire éliminer
 Le couple vainqueur
 Le couple ayant fini deuxième
 Le couple ayant fini troisième

### Moyenne
Les notes sur 30 points ont été remises sur 40 points.
| Classement par Moyenne | Place | Couple               | Total des notes | Nombre de danses | Moyenne |
| ---------------------- | ----- | -------------------- | --------------- | ---------------- | ------- |
| 1                      | 1     | Laurie & Val         | 591             | 16               | 36.9    |
| 2                      | 2     | James & Sharna       | 586             | 16               | 36.6    |
| 3                      | 3     | Calvin & Lindsay     | 564             | 16               | 35.3    |
| 4                      | 4     | Jana & Gleb          | 521             | 15               | 34.7    |
| 5                      | 5     | Terra & Sasha        | 440             | 13               | 33.9    |
| 6                      | 6     | Marilu & Derek       | 349             | 11               | 31.7    |
| 7                      | 8     | Maureen & Artem      | 237             | 8                | 29.6    |
| 8                      | 7     | Ryan & Cheryl        | 261             | 9                | 29.0    |
| 9                      | 9     | Amber & Maks         | 165             | 6                | 27.5    |
| 10                     | 10    | Vanilla Ice & Witney | 105             | 4                | 26.3    |
| 10                     | 11    | Babyface & Allison   | 105             | 4                | 26.3    |
| 12                     | 13    | Jake & Jenna         | 46              | 2                | 23.0    |
| 13                     | 12    | Rick & Emma          | 65              | 3                | 21.7    |

### Meilleurs et pires scores pour chaque danse
Les meilleurs et les pires performances à chaque danse, selon l'échelle traditionnelle de 40 points (Les notes sur 30 points ont été remises sur 40 points.):
| Danse           | Meilleur(s) Candidat(s)                                            | Meilleur score | Pire(s) Candidat(s)                                   | Pire score |
| --------------- | ------------------------------------------------------------------ | -------------- | ----------------------------------------------------- | ---------- |
| Jive            | James Hinchcliffe                                                  | 40             | Jake T. Austin                                        | 22         |
| Foxtrot         | Laurie Hernandez                                                   | 40             | Ryan Lochte Amber Rose                                | 24         |
| Cha-cha-cha     | Marilu Henner                                                      | 34             | Rick Perry                                            | 20         |
| Valse Viennoise | Laurie Hernandez James Hinchcliffe                                 | 40             | Maureen McCormick                                     | 22         |
| Quickstep       | Calvin Johnson, Jr.                                                | 40             | Rick Perry                                            | 22         |
| Tango           | Terra Jolé                                                         | 40             | Kenny "Babyface" Edmonds                              | 24         |
| Tango argentin  | Jana Kramer Laurie Hernandez                                       | 40             | Kenny "Babyface" Edmonds                              | 30         |
| Paso Doble      | Jana Kramer                                                        | 40             | Rick Perry Vanilla Ice                                | 23         |
| Salsa           | Calvin Johnson, Jr.                                                | 40             | Amber Rose                                            | 25         |
| Charleston      | Terra Jolé                                                         | 38             | Marilu Henner                                         | 29         |
| Samba           | Laurie Hernandez                                                   | 40             | Maureen McCormick                                     | 31         |
| Jazz            | Laurie Hernandez                                                   | 40             | Calvin Johnson, Jr.                                   | 32         |
| Contemporaine   | Laurie Hernandez Jana Kramer                                       | 40             | Ryan Lochte                                           | 32         |
| Rumba           | Terra Jolé                                                         | 40             | Ryan Lochte                                           | 28         |
| Jitterbug       | James Hinchcliffe                                                  | 36             | —                                                     | —          |
| Danse d'équipe  | Ryan Lochte James Hinchcliffe Maureen McCormick Calvin Johnson, Jr | 38             | Laurie Hernandez Terra Jolé Jana Kramer Marilu Henner | 35         |
| Valse           | Jana Kramer                                                        | 40             | Calvin Johnson, Jr.                                   | 37         |
| Danse en équipe | Laurie Hernandez Jana Kramer                                       | 40             | Marilu Henner Terra Jolé                              | 36         |
| Freestyle       | Calvin Johnson, Jr. Laurie Hernandez James Hinchcliffe             | 40             | Jana Kramer                                           | 36         |
| Danse de fusion | Laurie Hernandez James Hinchcliffe Calvin Johnson, Jr.             | 40             | —                                                     | —          |

### Meilleurs et pires scores de chaque candidat
Les meilleurs et les pires performances de chaque candidat, selon l'échelle traditionnelle de 40 points (les notes sur 30 points ont été remises sur 40 points).
| Couples              | Meilleur Score | Pire Score                      |
| -------------------- | --- | ------------------------------- |
| Laurie & Val         | Jazz, Valse Viennoise, Tango Argentin, Contemporaine, Fox-trot, Samba, Freestyle & Fusion Fox-trot/Tango Argentin (40) | Cha-cha-cha & Tango (31)        |
| James & Sharna       | Valse Viennoise, Jive, Freestyle & Fusion Valse Viennoise/Paso Doble (40)                                              | Paso Doble & Cha-cha-cha (29)   |
| Calvin & Lindsay     | Quickstep, Salsa, Freestyle & Fusion Jive/Quickstep (40)                                                               | Cha-cha-cha (26)                |
| Jana & Gleb          | Tango argentin, Valse, Contemporaine & Paso Doble (40)                                                                 | Jive (26)                       |
| Terra & Sasha        | Rumba & Tango (40) | Jive (25)                       |
| Marilu & Derek       | Valse Viennoise, Samba & Jazz (36)                                                                                     | Jive (27)                       |
| Ryan & Cheryl        | Contemporaine (32) | Fox-Trot & Quickstep (24)       |
| Maureen & Artem      | Tango Argentin & Fox-trot (32)                                                                                         | Valse Viennoise (22)            |
| Amber & Maksim       | Tango Argentin & Samba (32)                                                                                            | Fox-Trot & Valse Viennoise (24) |
| Vanilla Ice & Witney | Valse Viennoise (31)                                                                                                   | Paso Doble (23)                 |
| Babyface & Allison   | Tango Argentin (30) | Jive (24)                       |
| Rick & Emma          | Paso Doble (23) | Cha-cha-cha (20)                |
| Jake & Jenna         | Cha-cha-cha (24) | Jive (22)                       |

## Score, danse et musique par semaine
Les scores individuels (entre parenthèses) sont donnés dans l'ordre de gauche à droite par Carrie Ann Inaba, Len Goodman, Julianne Hough et Bruno Tonioli.'

### Prime 1: Premières danses
Les couples dansent le cha-cha-cha, fox-trot, jive ou valse viennoise.
Par Ordre de Passage
| Couples              | Scores          | Danses          | Musique                                                 |
| -------------------- | --------------- | --------------- | ------------------------------------------------------- |
| Marilu & Derek       | 27 (7, 7, 6, 7) | Jive            | "Can't Stop Dancin"—Becky G                             |
| James & Sharna       | 31 (8, 8, 7, 8) | Fox-Trot        | "Live Life"—Zayde Wølf                                  |
| Calvin & Lindsay     | 26 (7, 6, 6, 7) | Cha-cha-cha     | "That's What I Like"—Flo Rida & Fitz                    |
| Maureen & Artem      | 22 (6, 5, 5, 6) | Valse Viennoise | "(You Make Me Feel Like) A Natural Woman"—Mary J. Blige |
| Babyface & Allison   | 26 (7, 6, 6, 7) | Fox-Trot        | "Deed I Do"—Ray Charles                                 |
| Amber & Maksim       | 24 (6, 6, 6, 6) | Fox-Trot        | "Here"—Alessia Cara                                     |
| Vanilla Ice & Witney | 25 (7, 5, 6, 7) | Cha-cha-cha     | "Ice Ice Baby"—Vanilla Ice                              |
| Jana & Gleb          | 27 (7, 6, 6, 8) | Valse Viennoise | "Dangerous Woman"—Ariana Grande                         |
| Jake & Jenna         | 22 (5, 6, 5, 6) | Jive            | "Kiss You"—One Direction                                |
| Rick & Emma          | 20 (5, 5, 5, 5) | Cha-cha-cha     | "God Blessed Texas"—Little Texas                        |
| Terra & Sasha        | 25 (7, 6, 6, 6) | Jive            | "Stuff Like That There"—Betty Hutton                    |
| Ryan & Cheryl        | 24 (6, 6, 6, 6) | Fox-Trot        | "Call Me Irresponsible"—Michael Bublé                   |
| Laurie & Val         | 31 (8, 8, 7, 8) | Cha-cha-cha     | "American Girl"—Bonnie McKee                            |

### Prime 2: Spéciale TV
Le paso doble, Quickstep, Tango & Tango argentin sont introduits.
Par ordre de passage
| Couples              | Scores          | Danses          | Musique                                           | Émission de TV                   | Statut    |
| -------------------- | --------------- | --------------- | ------------------------------------------------- | -------------------------------- | --------- |
| Maureen & Artem      | 26 (7, 6, 6, 7) | Quickstep       | "The Brady Bunch"—Peppermint Trolley Company      | The Brady Bunch                  | Sauvée    |
| Jana & Gleb          | 29 (7, 8, 7, 7) | Tango           | "I Don't Want to Be"—Gavin DeGraw                 | Les Frères Scott                 | Sauvée    |
| Rick & Emma          | 22 (6, 5, 6, 5) | Quickstep       | "Green Acres Theme"—Vic Mizzy                     | Les Arpents Verts                | Sauvé     |
| Calvin & Lindsay     | 28 (7, 7, 7, 7) | Fox-Trot        | "As Days Go By"—Jesse Frederick                   | La Vie De Famille                | Sauvé     |
| Amber & Maksim       | 24 (6, 6, 6, 6) | Valse Viennoise | "Game of Thrones Theme"—Ramin Djawadi             | Game of Thrones                  | Sauvée    |
| Jake & Jenna         | 24 (6, 6, 6, 6) | Cha-cha-cha     | "Go, Diego, Go! Theme"                            | Go, Diego, Go!                   | Éliminé   |
| Vanilla Ice & Witney | 26 (6, 7, 6, 7) | Fox-Trot        | "Love and Marriage"—Frank Sinatra                 | Mariés, Deux Enfants             | Sauvé     |
| Terra & Sasha        | 31 (8, 7, 8, 8) | Quickstep       | "Bewitched Theme"—Howard Greenfield & Jack Keller | Ma Sorcière Bien-Aimée           | Sauvée    |
| Babyface & Allison   | 30 (8, 7, 7, 8) | Tango Argentin  | "The X-Files"—Mark Snow                           | X-Files : Aux frontières du réel | Sauvé     |
| Laurie & Val         | 32 (8, 8, 8, 8) | Jive            | "DuckTales"—Mark Mueller                          | La Bande À Picsou                | Sauvée    |
| James & Sharna       | 29 (7, 7, 7, 8) | Paso Doble      | "The Walking Dead Theme"—Bear McCreary            | The Walking Dead                 | Sauvé     |
| Marilu & Derek       | 29 (7, 8, 7, 7) | Fox-Trot        | "Angela"—Bob James                                | Taxi                             | Sauvée    |
| Ryan & Cheryl        | 24 (6, 6, 6, 6) | Quickstep       | "The Muppet Show Theme"—Jim Henson & Sam Pottle   | Le Muppet Show                   | En danger |

### Prime 3:Face-offs
Par ordre de passage
| Couples              | Scores          | Danses          | Musique                                   | Statut    |
| -------------------- | --------------- | --------------- | ----------------------------------------- | --------- |
| Babyface & Allison   | 25 (7, 6, 6, 6) | Jive            | Great Gosh A'Mighty —Little Richard       | Sauvé     |
| Jana & Gleb          | 26 (6, 7, 6, 7) | Jive            | Too Many Fish in the Sea — Bette Midler   | Immunisée |
| Rick & Emma          | 23 (6, 5, 6, 6) | Paso Doble      | Tamacun —Rodrigo y Gabriela               | Éliminé   |
| Vanilla Ice & Witney | 23 (6, 6, 5, 6) | Paso Doble      | Save Tonight —Zayde Wølf                  | Immunisé  |
| James & Sharna       | 29 (7, 7, 8, 7) | Cha-Cha-Cha     | Big Trouble —Outasight                    | Immunisé  |
| Ryan & Cheryl        | 25 (6, 7, 6, 6) | Cha-Cha-Cha     | If It Ain't Love —Jason Derulo            | Sauvé     |
| Terra & Sasha        | 30 (8, 7, 8, 7) | Valse viennoise | Iris - Goo Goo Dools                      | Sauvée    |
| Calvin & Lindsay     | 32 (8, 8, 8, 8) | Valse viennoise | Woman's World — BJ the Chicago Kid        | Immunisé  |
| Amber & Maksim       | 25 (7, 6, 6, 6) | Salsa           | Booty — Jennifer Lopez feat. Iggy Azalea  | En danger |
| Maureen & Artem      | 28 (7, 7, 7, 7) | Salsa           | Tres Deseos — Gloria Estefan              | Immunisée |
| Laurie & Val         | 31 (7, 8, 8, 8) | Tango           | Into the Sunset — Crystal Lake feat. Kifi | Immunisée |
| Marilu & Derek       | 28 (7, 7, 7, 7) | Tango           | Battle Cry - Imagine Dragons              | Sauvée    |

### Prime 4: Soirée Cirque du Soleil
Chaque candidat produit une chorégraphie inspirée d'un spectacle du Cirque du Soleil
Le charleston, le modern jazz et la samba sont introduits.
Cette semaine, seuls trois juges sont présents. Donc, les scores sont sur 30 et non 40
Par ordre de passage
| Couples              | Scores          | Danses          | Musique                                       | Spectacle du Cirque du Soleil   | Résultat  |
| -------------------- | --------------- | --------------- | --------------------------------------------- | ------------------------------- | --------- |
| Calvin & Lindsay     | 23 (8, 7, 8)    | Charleston      | Bella Donna Twist - Raphaël Beau              | Kurios - Cabinet des curiosités | Sauvé     |
| Maureen & Artem      | 24 (8, 8, 8)    | Tango argentin  | High Bar - Benoît Jutras                      | Mystère                         | Sauvée    |
| Jana & Gleb          | 23 (8, 7, 8)    | Foxtrot         | Here Comes the Sun — The Beatles              | The Beatles LOVE                | En danger |
| Marilu & Derek       | 21 (7, 7, 7)    | Paso Doble      | Battlefield - René Dupéré                     | Kà                              | Sauvée    |
| Amber & Maksim       | 24 (8, 8, 8)    | Tango argentin  | Tickle Tango - Simon Carpentier               | Zumanity                        | Sauvée    |
| Ryan & Cheryl        | 22 (7, 7, 8)    | Valse viennoise | Jeux d'Eau - Benoît Jutras                    | O                               | Sauvé     |
| Babyface & Allison   | 18 (6, 6, 6)    | Tango           | Come Together - The Beatles                   | The Beatles : LOVE              | Éliminé   |
| Terra & Sasha        | 25 (9, 8, 8)    | Samba           | Simcha - Benoît Jutras                        | O                               | Sauvée    |
| Laurie & Val         | 30 (10, 10, 10) | Jazz            | The Way You Make Me Feel - Michael Jackson    | Michael Jackson : One           | Sauvée    |
| Vanilla Ice & Witney | 23 (8, 7, 8)    | Valse viennoise | La Nouba - Benoît Jutras                      | La Nouba                        | Éliminé   |
| James & Sharna       | 28 (9, 9, 10)   | Quickstep       | The Hollywood Wiz - Guy Dubuc et Marc Lassard | Paramour                        | Sauvé     |

### Prime 5: Soirée "L'année la plus mémorable"
Chaque candidat produit une chorégraphie sur une musique qui rappelle l'année qui a le plus marqué son existence.
Comme la semaine précédente, les scores sont sur 30 et non 40. Il n'y a pas d'élimination cette semaine.
Par ordre de passage
| Couples          | Scores         | Danses              | Musique                                                     |
| ---------------- | -------------- | ------------------- | ----------------------------------------------------------- |
| Maureen & Artem  | 24 (8, 8, 8)   | Foxtrot             | From the Ground Up - Dan + Shay                             |
| Calvin & Lindsay | 24 (8, 8, 8)   | Jazz                | Ain't No Mountain High Enough — Marvin Gaye & Tammi Terrell |
| Jana & Gleb      | 26 (9, 8, 9)   | Danse contemporaine | In My Daughter's Eyes — Martina McBride                     |
| Ryan & Cheryl    | 24 (8, 8, 8)   | Danse contemporaine | A Song for You — Leon Russell                               |
| Laurie & Val     | 25 (8, 9, 8)   | Paso Doble          | Rise - Katy Perry                                           |
| Marilu & Derek   | 27 (9, 9, 9)   | Valse viennoise     | Surprise Yourself — Jack Garratt                            |
| Amber & Maksim   | 24 (8, 8, 8)   | Samba               | Woman Up— Meghan Trainor                                    |
| James & Sharna   | 29 (10, 9, 10) | Tango               | The Right Time — Yves V feat. Mike James                    |
| Terra & Sasha    | 27 (9, 9, 9)   | Danse contemporaine | Stand by Me — Florence and the Machine                      |

### Prime 6: Soirée "Danses latines"
Chaque candidat produit une chorégraphie sur une danse latine encore non-apprise jusqu'alors.
Le maximum que les concurrents peuvent obtenir est de nouveau de 40 points, grâce à la présence exceptionnelle du rappeur Pitbull comme juré.
Par ordre de passage
| Couples          | Scores              | Danses         | Musique                                                | Résultat  |
| ---------------- | ------------------- | -------------- | ------------------------------------------------------ | --------- |
| Ryan & Cheryl    | 30 (7, 8, 8, 7)     | Salsa          | La Negra Tiene Tumbao — Celia Cruz                     | Sauvé     |
| Terra & Sasha    | 30 (7, 8, 8, 7)     | Paso Doble     | Don't Let Me Be Misunderstood — Santa Esmeralda        | Sauvée    |
| Amber & Maksim   | 28 (7, 7, 7, 7)     | Cha-cha-cha    | Bla Bla Bla Cha Cha Cha — Petty Booka                  | Éliminée  |
| James & Sharna   | 38 (10, 9, 9, 10)   | Rumba          | Need the Sun to Break — James Bay                      | Sauvé     |
| Marilu & Derek   | 34 (8, 9, 9, 8)     | Cha-cha-cha    | Echa pa'lante — Thalía                                 | Sauvée    |
| Jana & Gleb      | 40 (10, 10, 10, 10) | Tango argentin | Hands to Myself — Selena Gomez                         | Sauvée    |
| Maureen & Artem  | 31 (8, 7, 8, 8)     | Samba          | Mas que Nada — Sergio Mendes feat. The Black Eyed Peas | Sauvée    |
| Calvin & Lindsay | 37 (9, 10, 9, 9)    | Tango argentin | Hotel California — Eagles                              | En danger |
| Laurie & Val     | 37 (9, 9, 9, 10)    | Salsa          | Light It Up —Major Lazer feat. Nyla & Fuse ODG         | Sauvée    |

### Prime 7: Soirée "Décennies"
Chaque candidat produit une chorégraphie sur une musique représentant à chaque fois une décennie différente du XXe siècle.
Len Goodman est de retour dans le jury et les notes sont donc sur 40.
Par ordre de passage
| Couples                                                       | Scores            | Danses                  | Décennie     | Musique                                                    | Résultat                                      |
| ------------------------------------------------------------- | ----------------- | ----------------------- | ------------ | ---------------------------------------------------------- | --------------------------------------------- |
| Laurie & Val                                                  | 34 (8, 8, 9, 9)   | Quickstep               | Années 1960  | One fine day — The Chiffons                                | Sauvée                                        |
| Ryan & Cheryl                                                 | 28 (7, 7, 7, 7)   | Rumba                   | Années 1990  | I don't Want to Miss a Thing — Aerosmith                   | Sauvé                                         |
| Marilu & Derek                                                | 29 (7, 7, 8, 7)   | Charleston              | Années 1920  | Never Forget You — Postmodern Jukebox feat. Addie Hamilton | Sauvée                                        |
| Calvin & Lindsay                                              | 36 (9, 9, 9, 9)   | Jive                    | Années 1950  | Good Golly, Miss Molly — Little Richard                    | Sauvé                                         |
| Maureen & Artem                                               | 28 (7, 7, 7, 7)   | Tango                   | Années 1980  | You Give Love a Bad Name — Bon Jovi                        | Éliminée                                      |
| Terra & Sasha                                                 | 34 (9, 8, 9, 8)   | Foxtrot                 | Années 1930  | Cheek to cheek — Ella Fitzgerald et Louis Armstrong        | Sauvée                                        |
| Jana & Gleb                                                   | 34 (8, 8, 9, 9)   | Samba                   | Années 1970  | Get Down Tonight — KC and the Sunshine Band                | En danger                                     |
| James & Sharna                                                | 36 (9, 9, 9, 9)   | Jitterbug               | Années 1940  | In the Mood — Glenn Miller                                 | Sauvé                                         |
| Ryan & Cheryl Maureen & Artem Calvin & Lindsay James & Sharna | 38 (10, 9, 9, 10) | Freestyle (Team Past)   | Équipe passé | The Skye Boat Song — Raya Yarbrough                        | The Skye Boat Song — Raya Yarbrough           |
| Jana & Gleb Terra & Sasha Marilu & Derek Laurie & Val         | 35 (8, 9, 9, 9)   | Freestyle (Team Future) | Équipe futur | Embrace—Armin van Buuren feat. Eric Vloeimans              | Embrace—Armin van Buuren feat. Eric Vloeimans |

### Prime 8: Soirée "Halloween"
Cette semaine, seuls trois juges sont présents et donc, les scores sont sur 30 points 
Les couples dansent une danse encore non-apprise sur des chansons ayant Halloween pour thème. Le couple avec le plus haut score à l'issue des danses est immunisé et ne peut donc être éliminé. Les autres couples participent à des duels pour engranger des points supplémentaires.
Après s'être blessée au genou lors de la semaine 7, Sharna Burgess est incapable de danser avec James Hinchcliffe. Jenna Johnson la remplace.
Running order
| Couples          | Scores          | Danse           | Musique                                          | Résultat  |
| ---------------- | --------------- | --------------- | ------------------------------------------------ | --------- |
| Terra & Sasha    | 24 (8, 8, 8)    | Cha-cha-cha     | Day-O (The Banana Boat Song) — Harry Belafonte   | En danger |
| Laurie & Val     | 30 (10, 10, 10) | Valse viennoise | Pure Imagination — Jane Monheit                  | Sauvée    |
| Marilu & Derek   | 23 (7, 8, 8)    | Tango argentin  | Sweet Dreams (Are Made of This) — Emily Browning | Sauvée    |
| Calvin & Lindsay | 30 (10, 10, 10) | Quickstep       | Dr Bones — Cherry Poppin' Daddies                | Sauvé     |
| Ryan & Cheryl    | 23 (7, 8, 8)    | Tango           | Howlin' for You — The Black Keys                 | Éliminé   |
| Jana & Gleb      | 27 (9, 9, 9)    | Jazz            | Little Shop of Horrors — Alan Menken             | Sauvée    |
| James & Jenna    | 30 (10, 10, 10) | Valse viennoise | You Don't Own Me — Grace feat. G-Eazy            | Immunisé  |

Comme Calvin, Laurie et James ont tous trois eu le score parfait (30 sur 30), c'est le cumulé des points de la saison qui a décidé du candidat qui aurait l'immunité. C'est donc James qui acquiert l'immunité et 5 points de bonus. Pour les autres couples, lors du duel, chaque concurrent avec le plus haut score décide du candidat contre lequel il se lance dans le duel de danse, mais c'est au concurrent de décider de la danse qui sera l'objet du duel (entre cha-cha-cha, jive et salsa). Le gagnant de chaque duel gagne trois points mais c'est le public qui décide le gagnant de chaque duel via le site Internet officiel du show.
| Couple           | Judges' votes          | Public vote  | Dance       | Music                                 | Result            |
| ---------------- | ---------------------- | ------------ | ----------- | ------------------------------------- | ----------------- |
| Laurie & Val     | Laurie, Laurie, Laurie | Laurie (63%) | Jive        | The Purple People Eater — Sheb Wooley | Vainqueur (3 pts) |
| Calvin & Lindsay | Laurie, Laurie, Laurie | Laurie (63%) | Jive        | The Purple People Eater — Sheb Wooley | Perdant           |
| Jana & Gleb      | Terra, Jana, Jana      | Jana (54%)   | Salsa       | Magic—Robin Thicke                    | Vainqueur(3 pts)  |
| Terra & Sasha    | Terra, Jana, Jana      | Jana (54%)   | Salsa       | Magic—Robin Thicke                    | Perdant           |
| Ryan & Cheryl    | Ryan, Ryan, Marilu     | Ryan (58%)   | Cha-cha-cha | Can't Feel My Face — The Weeknd       | Vainqueur (3 pts) |
| Marilu & Derek   | Ryan, Ryan, Marilu     | Ryan (58%)   | Cha-cha-cha | Can't Feel My Face — The Weeknd       | Perdant           |

### Semaine 9: Soirée Comédies musicales
Lors de cette soirée, chaque couple de candidats danse sur une scène inspirée d'une comédie musicale.
Jenna Johnson remplace une nouvelle fois Sharna Burgess qui est toujours blessée au genou, et danse donc une fois de plus avec James Hinchcliffe.
La valse traditionnelle est ajoutée comme nouvelle danse cette semaine.
Ordre de passage
| Couple                         | Scores              | Danse               | Musique                                              | Comédie musicale                       | Résultat                               |
| ------------------------------ | ------------------- | ------------------- | ---------------------------------------------------- | -------------------------------------- | -------------------------------------- |
| Marilu & Derek                 | 36 (9, 9, 9, 9)     | Samba               | December, 1963 (Oh, What a Night) — The Four Seasons | Jersey Boys                            | Éliminée                               |
| Calvin & Lindsay               | 37 (9, 9, 10, 9)    | Valse               | Memory — Andrew Lloyd Webber                         | Cats                                   | Sauvé                                  |
| James & Jenna                  | 36 (9, 9, 9, 9)     | Jazz                | A Brand New Day — Luther Vandross                    | The Wiz                                | Sauvé                                  |
| Terra & Sasha                  | 38 (10, 10, 9, 9)   | Charleston          | If My Friends Could See Me Now — Cy Coleman          | Sweet Charity                          | Sauvée                                 |
| Jana & Gleb                    | 40 (10, 10, 10, 10) | Valse               | She Used to Be Mine — Sara Bareilles                 | Waitress                               | En danger                              |
| Laurie & Val                   | 40 (10, 10, 10, 10) | Tango argentin      | Cell Block Tango — John Kander et Fred Ebb           | Chicago                                | Sauvée                                 |
| James & Jenna Calvin & Lindsay | 37 (9, 9, 10, 9)    | Paso doble          | No Good — Kaleo                                      | No Good — Kaleo                        | No Good — Kaleo                        |
| Marilu & Derek Terra & Sasha   | 36 (9, 9, 9, 9)     | Jazz                | Big Noise from Winnetka — Bette Midler               | Big Noise from Winnetka — Bette Midler | Big Noise from Winnetka — Bette Midler |
| Laurie & Val Jana & Gleb       | 40 (10, 10, 10, 10) | Danse contemporaine | Bird Set Free — Sia                                  | Bird Set Free — Sia                    | Bird Set Free — Sia                    |

### Semaine 10: Demi-finale
Les couples ont dû faire une performance sur une danse non-apprise, en trio avec un danseur pro éliminé ou un membre de la troupe de Dancing with the Stars. Sharna Burgess est de retour sur la piste de danse après deux semaines d'absence pour blessure.
Ordre de passage
| Couple (Partenaire de la danse trio) | Scores          | Danse          | Musique                                         | Résultat  |
| ------------------------------------ | --------------- | -------------- | ----------------------------------------------- | --------- |
| James & Sharna (Jenna Johnson)       | 29 (9, 10, 10)  | Tango argentin | Santa María (del Buen Ayre) — Gotan Project     | Sauvé     |
| James & Sharna (Jenna Johnson)       | 30 (10, 10, 10) | Jive           | Gimme Some Lovin' — The Spencer Davis Group     | Sauvé     |
| Terra & Sasha (Artem Chigvintsev)    | 30 (10, 10, 10) | Rumba          | Scars to Your Beautiful — Alessia Cara          | Eliminée  |
| Terra & Sasha (Artem Chigvintsev)    | 30 (10, 10, 10) | Tango          | Hideaway — Kiesza                               | Eliminée  |
| Jana & Gleb (Alan Bersten)           | 28 (9, 9, 10)   | Quickstep      | Go Mama — Wayne Beckford                        | Sauvée    |
| Jana & Gleb (Alan Bersten)           | 30 (10, 10, 10) | Paso doble     | Kill of the Night — Gin Wigmore                 | Sauvée    |
| Calvin & Lindsay (Witney Carson)     | 26 (8, 9, 9)    | Tango          | Seven Nation Army — The White Stripes           | En danger |
| Calvin & Lindsay (Witney Carson)     | 30 (10, 10, 10) | Salsa          | Limbo — Daddy Yankee                            | En danger |
| Laurie & Val (Maksim Chmerkovskiy)   | 30 (10, 10, 10) | Foxtrot        | Hollow — Tori Kelly                             | Sauvée    |
| Laurie & Val (Maksim Chmerkovskiy)   | 30 (10, 10, 10) | Samba          | Magalenha — Sérgio Mendes feat. Carlinhos Brown | Sauvée    |

### Semaine 11: Finale
Lors de la première soirée, les couples ré-exécutent leur danse préférée de la saison et composent une danse freestyle.
Lors de la seconde soirée, les trois couples finalistes exécutent une "fusion des danses" où ils mélangent deux danses différentes dans la même chorégraphie
Après une nouvelle absence de trois semaines, Len Goodman revient à la table des juges pour sa dernière finale.
Ordre de passage (Soirée 1)
| Couples          | Scores              | Danses          | Musiques                                                             | Résultats |
| ---------------- | ------------------- | --------------- | -------------------------------------------------------------------- | --------- |
| Calvin & Lindsay | 35 (8, 9, 9, 9)     | Valse viennoise | I Am Your Man — Ryan Shaw                                            | Sauvé     |
| Calvin & Lindsay | 40 (10, 10, 10, 10) | Freestyle       | I Want You Back — The Jackson 5 Please Mr. Postman — The Marvelettes | Sauvé     |
| Jana & Gleb      | 35 (8, 9, 9, 9)     | Tango           | Stay the Night — Zedd feat. Hayley Williams                          | Eliminée  |
| Jana & Gleb      | 36 (9, 9, 9, 9)     | Freestyle       | Unstoppable — Sia                                                    | Eliminée  |
| Laurie & Val     | 38 (9, 10, 9, 10)   | Paso doble      | Wicked Ones — DOROTHY                                                | Sauvée    |
| Laurie & Val     | 40 (10, 10, 10, 10) | Freestyle       | Brand New — Ben Rector                                               | Sauvée    |
| James & Sharna   | 37 (9, 9, 9, 10)    | Foxtrot         | It Had to Be You — Harry Connick Jr.                                 | En danger |
| James & Sharna   | 40 (10, 10, 10, 10) | Freestyle       | Beethoven's 5 Secrets — The Piano Guys                               | En danger |

Ordre de passage (Soirée 2)
| Couples          | Scores              | Danses                  | Musique                                                | Résultats       |
| ---------------- | ------------------- | ----------------------- | ------------------------------------------------------ | --------------- |
| James & Sharna   | 40 (10, 10, 10, 10) | Valse viennoise Foxtrot | Over and Over Again — Nathan Sykes feat. Ariana Grande | Seconde place   |
| Calvin & Lindsay | 40 (10, 10, 10, 10) | Jive Quickstep          | Tutti Frutti — Little Richard                          | Troisième place |
| Laurie & Val     | 40 (10, 10, 10, 10) | Foxtrot Tango argentin  | We Are the Ones — Myon                                 | Vainqueur       |

## Danses
Les célébrités dansent sur une danse différente chaque semaine:
- Semaine 1 : cha-cha-cha, fox-trot, jive ou valse viennoise (premières danses)
- Semaine 2 : Une danse non-apprise parmi paso doble, quickstep, tango ou tango argentin (Spéciale TV)
- Semaine 3 : La semaine face-off : jive, paso doble, cha-cha-cha, valse viennoise, salsa, tango
- Semaine 4 : Semaine spéciale Cirque du Soleil : Une danse non-apprise parmi charleston, tango argentin, fox-trot, paso doble, valse viennoise, tango, samba, jazz et quickstep
- Semaine 5 : Semaine spéciale "L'année la plus mémorable" : Une danse non-apprise parmi danse contemporaine, fox-trot, paso doble, valse viennoise, tango, samba et jazz
- Semaine 6 : Semaine spéciale "Danses latines": Une danse non-apprise parmi salsa, paso doble, rumba, cha-cha-cha, samba et tango argentin
- Semaine 7 : Une danse non-apprise parmi charleston, quickstep, jitterbug, fox-trot, jive, samba, rumba et tango + Une danse en équipe
- Semaine 8 : Soirée spéciale Halloween : Une danse non-apprise parmi Valse viennoise, Quickstep, Jazz, cha-cha-cha, Tango et Tango argentin + Jive, Cha-cha-cha et Samba en duel
- Semaine 9 : Soirée Comédies musiciales : Une danse non-apprise parmi Samba, Valse, Jazz, Charleston et Tango argentin + Paso Doble, Jazz et Danse contemporaine en danse de duos.
- Semaine 10 : Soirée Demi-finale : Une danse non-apprise parmi Tango argentin, Jive, Rumba, Tango, Quickstep, Paso Doble, Salsa, Foxtrot et Samba
- Semaine 11 : Finale : Une danse non-apprise parmi Tango, Valse viennoise, Paso Doble et Foxtrot + Freestyle
- Semaine 11 : Finale (soirée 2) : Fusion des danses : Valse viennoise + Foxtrot, Jive + Quickstep, Foxtrot + Tango argentin

| Couple               | Semaine 1       | Semaine 2       | Semaine 3       | Semaine 4       | Semaine 5           | Semaine 6      | Semaine 7  | Semaine 7                | Semaine 8       | Semaine 8                        | Semaine 9      | Semaine 9                               | Semaine 10     | Semaine 10                       | Semaine 11 (soirée 1) | Semaine 11 (soirée 1) | Semaine 11 (soirée 2) | Semaine 11 (soirée 2)     |
| -------------------- | --------------- | --------------- | --------------- | --------------- | ------------------- | -------------- | ---------- | ------------------------ | --------------- | -------------------------------- | -------------- | --------------------------------------- | -------------- | -------------------------------- | --------------------- | --------------------- | --------------------- | ------------------------- |
| Laurie & Valentin    | Cha-cha-cha     | Jive            | Tango           | Jazz            | Paso Doble          | Salsa          | Quickstep  | Freestyle (Equipe Futur) | Valse Viennoise | Jive (vs. Calvin & Lindsay)      | Tango argentin | Danse contemporaine (avec Jana & Gleb)  | Foxtrot        | Samba (avec Maksim Chmerkovskiy) | Paso Doble            | Freestyle             | Samba                 | Foxtrot + Tango argentin  |
| James & Sharna       | Fox-Trot        | Paso Doble      | Cha-cha-cha     | Quickstep       | Tango               | Rumba          | Jitterbug  | Freestyle (Equipe Passé) | Valse Viennoise | Immunisé                         | Jazz           | Paso Doble (avec Calvin & Lindsay)      | Tango argentin | Jive (avec Jenna Johnson)        | Foxtrot               | Freestyle             | Quickstep             | Valse viennoise + Foxtrot |
| Calvin & Lindsay     | Cha-cha-cha     | Fox-Trot        | Valse viennoise | Charleston      | Jazz                | Tango argentin | Jive       | Freestyle (Equipe Passé) | Quickstep       | Jive (vs. Laurie & Val)          | Valse          | Paso Doble (avec James & Sharna)        | Tango          | Salsa (avec Witney Carson)       | Valse viennoise       | Freestyle             | Tango argentin        | Jive + Quickstep          |
| Jana & Gleb          | Valse Viennoise | Tango           | Jive            | Fox-trot        | Danse contemporaine | Tango argentin | Samba      | Freestyle (Equipe Futur) | Jazz            | Salsa (vs. Terra & Sasha)        | Valse          | Danse contemporaine (avec Laurie & Val) | Quickstep      | Paso Doble (avec Alan Bersten)   | Tango                 | Freestyle             | Tango argentin        |                           |
| Terra & Sasha        | Jive            | Quickstep       | Valse Viennoise | Samba           | Danse contemporaine | Paso Doble     | Foxtrot    | Freestyle (Equipe Futur) | Cha-cha-cha     | Salsa (vs. Jana & Gleb)          | Charleston     | Jazz (avec Marilu & Derek)              | Rumba          | Tango (avec Artem Chigvintsev)   |                       |                       |                       |                           |
| Marilu & Derek       | Jive            | Foxtrot         | Tango           | Paso Doble      | Valse viennoise     | Cha-cha-cha    | Charleston | Freestyle (Equipe Futur) | Tango argentin  | Cha-cha-cha (vs. Ryan & Cheryl)  | Samba          | Jazz (avec Terra & Sacha)               |                |                                  |                       |                       |                       |                           |
| Ryan & Cheryl        | Fox-Trot        | Quickstep       | Cha-cha-cha     | Valse Viennoise | Danse contemporaine | Salsa          | Rumba      | Freestyle (Equipe Passé) | Tango           | Cha-cha-cha (vs. Marilu & Derek) |                |                                         |                |                                  |                       |                       |                       |                           |
| Maureen & Artem      | Valse Viennoise | Quickstep       | Salsa           | Tango argentin  | Foxtrot             | Samba          | Tango      | Freestyle (Equipe Passé) |                 |                                  |                |                                         |                |                                  |                       |                       |                       | Valse viennoise           |
| Amber & Maksim       | Fox-Trot        | Valse Viennoise | Salsa           | Tango argentin  | Samba               | Cha-cha-cha    |            |                          |                 |                                  |                |                                         |                |                                  |                       |                       |                       |                           |
| Vanilla Ice & Witney | Cha-Cha-Cha     | Fox-Trot        | Paso Doble      | Valse Viennoise |                     |                |            |                          |                 |                                  |                |                                         |                |                                  |                       |                       |                       | Cha-cha-cha               |
| Babyface & Allison   | Fox-Trot        | Tango Argentin  | Paso Doble      | Tango           |                     |                |            |                          |                 |                                  |                |                                         |                |                                  |                       |                       |                       |                           |
| Rick & Emma          | Cha-cha-cha     | Quickstep       | Paso Doble      |                 |                     |                |            |                          |                 |                                  |                |                                         |                |                                  |                       |                       |                       |                           |
| Jake & Jenna         | Jive            | Cha-Cha-Cha     |                 |                 |                     |                |            |                          |                 |                                  |                |                                         |                |                                  |                       |                       |                       |                           |

 Meilleur score
 Pire score
 Dansée, mais pas notée